# Patânjali
Patanjali (em sânscrito: पतञ्जलि , Patañjali) viveu entre 200 a.C. a 400 d.C.. O comentário de Vyasa o define como descendente de Santanu.
Existem diversas lendas sobre este autor, havendo uma que diz ser ele uma encarnação do deus serpente Ananta, ou meio homem meio serpente, ou ainda uma serpente que desejando ensinar o yoga ao mundo, caiu (pat) dos céus nas palmas das mãos abertas (anjali) de uma mulher, que por sua vez o chamou de Patanjali.
Nos documentos de Shadgurusishya pesquisados por Max Muller indicam-se cinco gerações de professores da tradição sânscrita, sendo o primeiro Shaunaka, seguido por Asvalayana, Katyayana, Patanjali e finalmente Vyasa.
Virtualmente nada se sabe sobre a vida de Patanjali, e algumas escolas acreditam que ele é totalmente ficcional.

## Obras
Patañjali tem a reputação de ser o autor dos Yoga Sutra, bem como do comentário sobre a gramática do sânscrito por Pānini (Ashtadhyayi) que é conhecido Mahābhāsya ou Bhartrihari. Existem também muitos textos da Ayurveda atribuídos a ele. Mas quase todas as escolas acreditam atualmente que estes textos foram escritos por diferentes pessoas em diferentes eras.

### OsYoga Sutra
Os Yoga Sutra compilados por Patanjali provavelmente datam de 150 d.C.. É uma pequena obra, redigida em linguagem muito condensada, constituída por vários aforismos sobre a prática e a filosofia do yoga.
O Yoga é uma das seis escolas da filosofia hindu, um sistema de meditação prática, ética e metafísica.
Patanjali tem sido frequentemente chamado de fundador do Yoga por causa desta obra. Os Yoga Sutra são um tratado sobre o Raja Yoga, baseado na escola Samkhya e no Bhagavad Gita.
Esta obra não faz referência à prática de sacrifícios como condição para a prática. Ao desmistificar este dogma, Patanjali propôs as bases do yoga clássico, opondo-se ao yoga proto-histórico.
Ele baseia o seu trabalho nos Puranas, Vedas e Upanixades, sendo o mais brilhante tratado sobre as escrituras hindus.[carece de fontes?]
Ele também foi o criador do Ashtanga Yoga e do Raja yoga por literalmente descobrir os oito passos do yoga. Eles são os yamas, niyamas, asana, pranayama, pratyahara, dharana, dhyana e samadhi.

### O Mahābhāsya
O Mahābhāsya ("grande comentário") de Patanjali sobre o célebre Ashtadhyāyi de Pānini, um dos três mais famosos tratados sobre a gramática sânscrita. Foi nele que Patanjali, como linguista da ciência indiana, alcançou sua verdadeira fama. O sistema estabeleceu pormenorizadamente o shiksha ("fonéticalogia", incluindo a acentuação) e o vyakarana ("morfologia"). A sua sintaxe é memorável, mas o seu nirukta ("etimologia") é discutível, e esta etimologia naturalmente leva à explicação da semântica. Intérpretes do seu trabalho dizem que ele é um defensor de Pānini e opositor das ideias de Katyayana, atacando as suas teorias muito severamente.[carece de fontes?]